# Astyochia interlineata
Astyochia interlineata là một loài bướm đêm trong họ Geometridae.